# برمجية استنتاجية
البرمجة الاستنتاجية في برمجة الكمبيوتر العادية، يحتفظ المبرمج بالنتائج المقصودة من البرنامج في الاعتبار ويبني بشق الأنفس برنامج كمبيوتر لتحقيق تلك النتائج. البرمجة الاستنتاجية تشير إلى (لا تزال افتراضية في الغالب) تقنيات وتقنيات تمكن من العكس. تسمح البرمجة الاستدلالية للمبرمج بوصف النتيجة المقصودة للكمبيوتر باستخدام استعارة مثل وظيفة الملاءمة، أو مواصفات الاختبار، أو المواصفات المنطقية، ثم يقوم الكمبيوتر بإنشاء برنامجه الخاص لتلبية المتطلبات المقدمة المعايير.
خلال الثمانينيات، كانت المناهج لتحقيق البرمجة الاستنتاجية تدور في الغالب حول تقنيات الاستدلال المنطقي. يستخدم المصطلح اليوم أحيانًا فيما يتعلق بتقنيات الحساب التطوري التي تمكن الكمبيوتر من تطوير حل استجابة لمشكلة تم طرحها كوظيفة ملائمة أو مكافأة.

## قائمة ببعض لغات البرمجة
- لغة تجميع
- سي
- سي++
- باسكال
- ليسب
- فيجوال بيسك
- فيجوال بيزك دوت نت
- سي شارب
- بايثون
- دلفي

## المبرمجون
مبرمجو الحاسوب هم الذين يكتبون برامج الحاسوب. وظائفهم تشمل بشكل عام:
- كتابة الشفرة
- التصريف
- التنقيح
- التوثيق
- الصيانة
- فحص البرمجيات

## وصلات خارجيَّة
- الخطوات الأولى نحو البرمجة الاستنتاجية| - ع - ن - ت المواضيع الأساسية في علم الحاسوب النظري | - ع - ن - ت المواضيع الأساسية في علم الحاسوب النظري                                                                                                                                                                                                                                                                                                                                                                                                                                    |
| --------------------------------------------------- | --- |
| علم الحاسوب                                         | \| النظري \| - تحسيب - خوارزميات - نظرية المعلومات - نظرية الأتمتة - نظرية البيان - نظرية التعقيد الحسابي - علم التعمية - ترميز - لغات متصرفة - استمثال - بناء المترجمات البرمجية - نظرية أنظمة التشغيل - نظرية قواعد البيانات - طريقة شكلية - حوسبة طبيعية \| \| العملي \| - نظام تشغيل - حوسبة - رسوميات حاسوبية - قواعد بيانات - بنى البيانات - برمجة - نظم معلومات - معلوماتية حيوية - معلوماتية جيولوجية - كيمياء حاسوبية - فيزياء حاسوبية - معلوماتية اقتصادية - وسائط متعددة \| |
| هندسة الحاسب                                        | - تقنية المعلومات - شبكة حاسوب - عتاد الحاسوب - أمن الحاسوب - اختراق الحاسوب |
| ذكاء اصطناعي                                        | - تعلم الآلة - معلوماتية عصبية - تصنيف إحصائي - لسانيات حاسوبية |
| برمجيات                                             | - لغات البرمجة - برمجيات حرة - برمجيات تجارية |
| أنظمة التشغيل                                       | - دوس (نظام تشغيل) - ويندوز - يونكس - لينكس - ماك أو إس - آي بي إم إيه آي إكس - نتوير - تاريخ أنظمة التشغيل |
| عتاد الحاسوب                                        | - وحدة معالجة مركزية - الذاكرة - قرص صلب - لوحة أم - بطاقة الرسوميات - بطاقة الشبكة - تخزين ضوئي - وحدات الإدخال والإخراج |
| النظري                                              | - تحسيب - خوارزميات - نظرية المعلومات - نظرية الأتمتة - نظرية البيان - نظرية التعقيد الحسابي - علم التعمية - ترميز - لغات متصرفة - استمثال - بناء المترجمات البرمجية - نظرية أنظمة التشغيل - نظرية قواعد البيانات - طريقة شكلية - حوسبة طبيعية |
| العملي                                              | - نظام تشغيل - حوسبة - رسوميات حاسوبية - قواعد بيانات - بنى البيانات - برمجة - نظم معلومات - معلوماتية حيوية - معلوماتية جيولوجية - كيمياء حاسوبية - فيزياء حاسوبية - معلوماتية اقتصادية - وسائط متعددة || - ع - ن - ت لغات برمجة | - ع - ن - ت لغات برمجة |
| --- | ---------------------- |
| - إي شارب (.نت) - أيدا - أكشن سكربت - إرلانج - باسكال - بايثون - بلو - برولوغ - بوو - بي إتش بي - بيرل - بيسيك - بيتا - تايب سكريبت - جافا - جافا سكريبت - ديبول - رياكت - جايثون - دلفي - دي - هاسكل - روبي - سكالا - سي - سي# - سويفت - سي++/سي إل آي - سي++ - غراف كيو إل - فورتران - فيجوال بيسك - كوبول - كريستال - كومال - كريبتون - كوتلن - كوبرا - لغة تجميع - ليسب - لنكس - مودولا - نيم - القائمة |                        || - ع - ن - ت هندسة البرمجيات     | - ع - ن - ت هندسة البرمجيات |
| ------------------------------- | --- |
| مجالات                          | - برمجة - متطلبات البرمجيات - نشر البرمجيات - تصميم البرمجيات - صيانة البرمجيات - فحص البرمجيات - تحليل النظم - أساليب رسمية |
| مفاهيم                          | - نمذجة البيانات - هيكلية الشركات - مواصفة وظيفية - لغة نمذجة - Orthogonality - نمط برمجة - برمجية - معمارية برمجيات - منهجية تطوير برمجيات - عملية تطوير البرمجيات - جودة البرمجيات - ضمان الجودة (برمجيات) - برمجيات علم الآثار - التحليل الإنشائي - مهندس برمجيات - كود قديم - الإدخال-المعالجة-الإخراج |
| توجهات                          | - تطوير البرمجيات أجايل - Aspect-oriented - برمجة كائنية التوجه - أنطولوجية (علم المعلومات) - البنية الخدمية - دورة حياة تطوير البرمجيات |
| النماذج                         | \| تطوير \| - تطوير البرمجيات أجايل - EUP - Executable UML - نموذج بناء تدريجي [لغات أخرى]‏ - تطوير متكرر ومتزايد - العملية الموحدة لراشيونال IBM - سكرم - نمذجة البرمجيات - النموذج اللولبي - V-Model - نموذج الشلال - برمجة قصوى \| \| أخرى \| - أيزو/آي إي سي 15504 - تكامل نموذج نضوج المقدرة - نماذج بيانات - طريقة الكيانات والعلاقات - نموذج وظيفة - نموذج المعلومات - Metamodeling - Object model - Systems model - View model \| \| لغات \| - IDEF - لغة النمذجة الموحدة - SysML \| |
| مهندسو برمجيات                  | - كينت بيك - غرادي بوتش - فريد بروكس - باري بوهم - وارد كننغهام - توم ديماركو - مارتن فاولر - ماري جان هارولد - توني هور - واتس همفري - مايكل جاكسون (عالم حاسوب) - إيفار جاكوبسون - Stephen J. Mellor - برتراند ماير - David Parnas - جورج ونستون رويس - جيمس رامبوغ - نيكلاوس ويرث - إدوارد يوردون - Victor Basili |
| مجالات مشابهة                   | - علم الحاسوب - هندسة حاسبات - إدارة المشاريع - هندسة أنظمة |
| - تصنيف:هندسة البرمجيات - كومنز | |
| تطوير                           | - تطوير البرمجيات أجايل - EUP - Executable UML - نموذج بناء تدريجي [لغات أخرى]‏ - تطوير متكرر ومتزايد - العملية الموحدة لراشيونال IBM - سكرم - نمذجة البرمجيات - النموذج اللولبي - V-Model - نموذج الشلال - برمجة قصوى |
| أخرى                            | - أيزو/آي إي سي 15504 - تكامل نموذج نضوج المقدرة - نماذج بيانات - طريقة الكيانات والعلاقات - نموذج وظيفة - نموذج المعلومات - Metamodeling - Object model - Systems model - View model |
| لغات                            | - IDEF - لغة النمذجة الموحدة - SysML |